# Sa Caleta
Sa Caleta es una cala que se Encuentra situada al suroeste de la isla de Ibiza, en el municipio de San José (Islas Baleares, España).
Muy cerca de la playa se encuentra el yacimiento fenicio de Sa Caleta.